# Hedared
Hedared is een plaats in de gemeente Borås in het landschap Västergötland en de provincie Västra Götalands län in Zweden. De plaats heeft 348 inwoners (2005) en een oppervlakte van 56 hectare. De plaats ligt ongeveer twintig kilometer ten noordwesten van de stad Borås. De plaats grenst aan zowel bos als landbouwgrond, alleen de landbouwgrond waar de plaats aan grenst gaat alweer vrij snel over in bos. De plaats is vooral bekend vanwege de Staafkerk van Hedared, dit is de enige middeleeuwse staafkerk van Zweden.

## Verkeer en vervoer
Bij de plaats loopt de Länsväg 180.